# Rehobeth, Alabama
Rehobeth là một thị trấn thuộc quận Houston, tiểu bang Alabama, Hoa Kỳ. Dân số năm 2009 là 1274 người, mật độ đạt 65 người/km².